# Pandemia de gripe A (H1N1) de 2009-2011 en Venezuela
La pandemia de gripe A (H1N1), que se inició en 2009, entró en Venezuela el 28 de mayo del mismo año. Este fue el 20º país en reportar casos de gripe A en el continente americano.
El primer infectado fue un joven de 22 años de la localidad de Los Teques, Estado Miranda. Estaba participando en un encuentro del Rotary Club, realizado en un hotel de Panamá y retornó a Venezuela con el virus.

## Brote

### 2009
El primer caso en Venezuela, se registró el 28 de mayo de 2009, cuando un joven de la localidad de San Antonio de los Altos, Miranda, regresó de Panamá infectado."Este ciudadano viajó a Panamá a una actividad del Rotary Club que se realizó en un hotel, con la asistencia de unas 150 personas de siete países del continente", explicó el ministro, según la Agencia Bolivariana de Noticias. Y según las autoridades sanitarias, el paciente estaba en perfectas condiciones, por lo que su caso fue leve y estuvo en aislamiento, para evitar la propagación que infectara de forma involuntaria a otras personas.
El 29 de mayo fue confirmado el segundo caso. Se trata de la pareja del joven infectado, quien viajó junto a este a Panamá.
El 31 de mayo fue confirmado el tercer caso. Se trata de la madre del primer afectado en el país.
El 3 de junio fue confirmado el cuarto caso de gripe A (H1N1). La persona infectada era un joven procedente de Brasil, que se le detectó la fiebre en el Aeropuerto Internacional de Maiquetía Simón Bolívar.
El 7 de junio el número de casos confirmados en Venezuela aumentó a 12 personas, tras la adición de siete nuevos contagiados provenientes de Colombia, Panamá, Francia y Estados Unidos.
Para 8 de junio se atiende el primer caso de la Gripe A(H1N1) en el Estado Mérida ascendiendo a 13 los casos confirmados, esta vez, el contagiado era un niño de nueve años, quién regresaba de un viaje por Cúcuta con sus padres, quienes no estaban infectados.
Para 9 de junio se reporta el primer caso en el Estado Táchira, esta vez resultó ser una mujer de 50 años, que recientemente había llegado desde Estados Unidos.
Para el día 10 de junio la cifra de casos confirmados se eleva a 25, reportándose 2 niñas de 4 y 11 años respectivamente contagiadas en el Estado Vargas y el primer caso de Gripe A(H1N1) en el Estado Aragua.
Para el 12 de junio la cifra de casos confirmados suben a 37 después de presentarse 8 casos más de la gripe. 5 de ellos en el Estado Anzoátegui, 1 en el Estado Zulia, 1 en el Estado Aragua y otro en el Estado Miranda.
Se presume de un caso en Barinas, por ser una ciudad de comunicación con Táchira, donde ya hay casos confirmados.
Para el día 13 de junio la cifra de casos positivos con el virus AH1N1 aumentó a 40 en el país, aunque el Ministerio de Salud informó el día de ayer que el total de contagiados era 37,
el Registro omitió dos casos reportados por la Alcaldía de Los Salias y otro en oriente.
El 14 de junio la cifra de casos positivos suben a 44 tras confirmarse 4 nuevos casos en los estados Nueva Esparta, Aragua, Mérida y Miranda (1 caso por cada estado).
El 15 de junio la cifra de casos positivos se eleva a 45 tras confirmarse un nuevo caso en el Estado Aragua.
EL 16 de junio la cifra de casos positivos se elevaron a 52 tras confirmarse 7 nuevos casos. 4 de ellos en el Estado Aragua y 3 en el Estado Miranda.
El 17 de junio las autoridades sanitarias de Venezuela colocaron en cuarentena un crucero en isla margarita con 1.300 personas a bordo ya que 3 personas dieron positivo en el examen del virus A(H1N1). También se confirmaron 8 nuevos casos aumentando la cifra a 60 casos confirmados, 4 en Miranda, 2 en Carabobo, 1 en Aragua y 1 en Estado Anzoátegui.
El 18 de junio se confirmaron 11 casos más de la gripe, aumentando la cifra de infectados a 71. 4 de esos casos se confirmaron en el Estado Zulia, 2 en Táchira, 3 en Estado Anzoátegui, 1 en Nueva Esparta, y el primer caso en Caracas.
El 20 de junio se confirmaron 21 casos más de la gripe, aumentando la cifra de infectados a 92. No se conoce el detalle de los nuevos casos por distribución estatal.
El día 21 de junio asciende los casos de 92 a 117 y 863 han sido descartados según lo informó este domingo la viceministra de Redes de Salud Colectiva, Nancy Pérez Sierra.
El 22 de junio se confirman 18 nuevos casos de la gripe AH1N1, aumentando la cifra total de infectados a 135 casos. Según la Viceministra de Redes de Salud Colectiva, Nancy Pérez Sierra, solo 3 de los 18 nuevos casos tienen antecedentes de viajes al exterior, los demás contrajeron la enfermedad por contacto con personas ya infectadas. La distribución de estos nuevos casos es como sigue: 10 en Miranda, siendo esta entidad la de mayor cantidad de registros, 5 en Anzoátegui, 1 en Carabobo, 1 en Distrito Capital y 1 en Yaracuy.
El 23 de junio se confirman 17 nuevos casos de la gripe AH1N1, aumentando la cifra total de infectados a 153 casos. No se dio a conocer la discriminación por Estados de estos nuevos casos, sin embargo, hasta ahora buena parte de los contagios registrados y confirmados se encuentran en la región central del país. Estas cifras fueron dadas a conocer por el Instituto Nacional de Higiene Rafael Rangel.
El 7 de julio se confirmaron 7 nuevos casos de la gripe AH1N1, aumentando la cifra a 229 infectados, registrándose el primer caso de esta gripe en el Estado Monagas.
El 9 de julio se confirmaron 2 nuevos casos de la gripe AH1N1, aumentando la cifra a 231 infectados, 1 caso en el Estado Táchira el cual lleva 7 infectados, y el primero en el Estado Trujillo.
Para el 15 de julio el Instituto Nacional de Higiene había confirmado 261 casos en el país.
El día 19 de julio se confirma la primera muerte por esta enfermedad, se trata de una niña de 11 meses de nacida, habitante de la población de El Hatillo, Estado Miranda.
Para el 21 de julio fue confirmada la segunda víctima fatal, esta vez es un hombre de 25 años de la población de Los Teques
El 29 de julio falleció un paciente que fue confirmado portador del virus en el Estado Zulia, su muerte ocurrió en el Hospital Universitario de los Andes del Estado Mérida, donde fue remitido por orden de su familia. Este joven falleció a causa de unas complicaciones por neumonía bilateral, tenía 33 años de edad. Este fallecimiento se le suma a los que ya han ocurrido en el Estado Zulia (ya que fue diagnosticado con la influenza en dicho estado), aunque haya fallecido en el Estado Mérida.
Para el 30 de julio fue confirmada 2 muertes más a causa del virus, estas muertes fueron confirmadas en el Estado Bolívar, se trata de un joven de 28 años de edad quien sufría de diabetes, a causa de esto el chico cayó en coma diabético del que no pudo salir. La otra persona el cual no se espècifico la edad se complicó con Amibiasis y pericarditis. Llegando así a un total de 5 los fallecidos por el virus en el país.
Para el 5 de agosto el Instituto Nacional de Higiene había confirmado 515 casos en el país. Siendo el Estado Cojedes el único sin confirmar casos.
El 15 de agosto Instituto de Higiene había confirmado 620 casos.
Para el día 24 de agosto se habían confirmado 19 fallecidos por la influenza en el país. Siendo los Estados Carabobo, Aragua, Nueva Esparta, Falcón y Monagas los nuevos en reportar fallecidos.
El 26 de agosto Instituto Nacional de Higiene ha confirmado 807 casos, siendo el Estado Cojedes el último en reportar casos positivos.
El 28 de agosto se dice que han fallecido 2 personas más por la influenza para un total de 21, pero el gobierno no lo ha confirmado así que el número de fallecidos llega a 19.
Para el 31 de agosto el Instituto Nacional de Higiene ha confirmado 905 casos, siendo Caracas la ciudad más afectada por el virus.
El día 2 de septiembre se confirma la primera muerte por la pandemia en el Estado Lara, se trataba de una paciente de 23 años de edad.
El 3 de septiembre se confirma la primera muerte por esta pandemia en el Estado Barinas, se trataba de una mujer de nombre Milva Andrea Negrete, de 25 años de edad, la cual estaba embarazada, pero su bebé se salvó.
Para el 5 de septiembre se han confirmado 1,048 casos positivos del virus en el país.
El 17 de septiembre el Instituto Nacional de Higiene ha confirmado 1,316 casos positivos y 67 muertes relacionadas con el virus.
Para el 26 de septiembre se han confirmado 1,545 casos positivos y 83 muertes relacionadas con el virus.
El día 1 de octubre se han confirmado 1,640 casos positivos y 85 muertes.
Para el 22 de octubre se confirmaron 1,891 casos positivos y 93 muertes.
El día 7 de noviembre se habían confirmado 2,025 casos y 101 muertes.
El 15 de diciembre se confirmaron 2,663 casos positivos de los cuales 2,215 casos han sido dados de alta y 116 muertes.

### 2010
Hasta el 14 de abril de 2010 se confirmaron 2,857 casos, de estos 2,691 han sido dados de alta y 135 muertes. Hasta este día el Ministerio de Salud dejó de emitir boletines sobre los casos y muertes confirmadas.

### 2011
El día 17 de marzo de 2011 se confirmaron 12 casos del virus en el Estado Mérida, 1 fallecido, y una persona en terapia intensiva. Con la aparición de estos nuevos casos, después de casi un año de no haber casos positivos, el gobierno del país empezó un cerco epidemiologico en el Estado Mérida para prevenir que se propague por todo el país.
El 18 de marzo se confirmaron también 3 casos en el Estado Miranda y 1 persona fallecida, en el Estado Carabobo también se confirmó un caso, y en el Estado Nueva Esparta también se confirmaron casos pero no se dio información de cuantas personas están enfermas, también una muerte.
El 19 de marzo se confirmaron 11 nuevos casos en el Estado Mérida llegando a un total de 23 casos en ese estado, también se confirmó 2 casos en el Estado Guárico, 2 casos en Caracas, 1 en el Estado Aragua, se confirmó 5 nuevos casos en el Estado Miranda elevando el total a 8, y 6 casos en el Estado Táchira. En lo que va de año se han confirmado 43 casos del virus en el país y 3 fallecimientos.
El día 20 de marzo se confirmaron 30 nuevos casos en el Estado Mérida llegando a un total de 56 casos confirmados e esa entidad, se sospecha de una muerte. A consecuencia de esto se han suspendido las clases y todo evento público desde el lunes 21 hasta el viernes 25 de este mes en dicho estado. Lo cual se confirma una epidemia localizada en dicha entidad.
El 21 de marzo se confirmaron 3 casos en el Estado Amazonas, estos se suman a los 56 casos en el Estado Mérida, 8 en el Estado Miranda, 3 en el Estado Guárico, 1 en el Estado Aragua, 4 en el Estado Trujillo, 9 en Caracas y 1 en el Estado Carabobo llegando a un total de 85 casos positivos del virus en el país; según el Ministerio de Salud.
El 21 de marzo se confirma el primer caso en el Estado Barinas, Un niño 6 años, las autoridades locales aplican las medidas necesarias para evitar que el virus se propague, también se confirmó el primer caso en el Estado Lara, se trata de una niña de tres años de edad que está fuera de peligro.
El 22 de marzo el total de casos confirmados en el país son de 100. 56 de ellos en el Estado Mérida, 19 en el Estado Miranda, 12 en Caracas, 4 en Guárico, 1 en los Estados Aragua, Carabobo, Nueva Esparta, Lara, Táchira, Barinas y 3 en el Estado Amazonas.
El día 23 de marzo el total de casos confirmados llegaron a 124 y las muertes a 4. En el Estado Mérida hay 61 casos y 1 muerte, en Caracas hay 25 casos, en el Estado Miranda 22 con una muerte, en el Estado Guárico 4, en los Estados Aragua y Amazonas 3, y en los Estados Carabobo, Nueva Esparta (también se reportó 1 muerte), Barinas, Táchira, y Lara se confirmaron 1 caso. Este día también se confirmó el primer caso del virus en el Estado Vargas.
En horas de la noche se confirmó 2 casos en el Estado Yaracuy, con estos 2 casos suben a 126 los casos positivos confirmados en el país para este día.
Para el día 24 de marzo el total de casos confirmados llegaron a 179. En el Estado Mérida hay 79 casos, en Caracas hay 42 casos positivos, en el Estado Miranda 32 casos, en el Estado Trujillo 5 casos, en los Estados Guárico y Táchira 4 casos cada uno, en los Estados Aragua y Amazonas 3 casos cada uno y en los Estados Carabobo, Nueva Esparta, Barinas, Lara, Vargas, y Yaracuy 1 caso cada uno. En el Estado Sucre se confirmó el primer caso. Según la ministra de Salud Eugenia Sader los casos sospechosos del virus superan los 200. En total son 15 Estados en los que está circulando el virus.
El 25 de marzo los casos positivos del virus en el país aumento a 202, según la ministra de Salud Eugenia Sader los casos sospechosos del virus superan los 900 y más de la mitad están en Caracas; hasta la fecha no se han reportado nuevas muertes. En el Estado Anzoátegui se registró el primer caso positivo del virus, se trata de una señora de 43 años de edad, de la ciudad de El Tigre, quien se contagió en Mérida. Con este estado ya serían 16 (de 24 estados) los afectados por el virus.
El día 26 de marzo los casos positivos del virus llegaron a los 280, siendo el Estado Mérida el más afectado con 146 casos, Caracas 49 y Miranda 39.
El día 28 de marzo los casos confirmados del virus llegaron a los 415, el Estado Mérida tiene 189 casos, Caracas 77, Estado Miranda 69, Estado Trujillo 15, Estado Táchira 10, Estado Carabobo 8,
Estado Lara 7, los Estados Guárico, Vargas, Aragua, Yaracuy 5 casos cada uno, Estado Amazonas 3, en los Estados Nueva Esparta, Barinas, Anzoátegui 2 casos cada uno, Estado Sucre 1. En el Estado Portuguesa se confirmó el primer caso, en el Estado Zulia se confirmaron 4 casos y el Estado Cojedes 5 casos. Con estos estados ya serían 19 (de 24 estados) los afectados por este nuevo brote del virus.
El día 30 de marzo la ministra de salud Eugenia Sader confirmó que hasta el día 29 de marzo habían 482 casos del virus; esto representa un aumento de 67 casos en 24 horas, de estos casos 189 se localizan en el Estado Mérida y 112 en Caracas donde hubo un aumento 35 casos en ese periodo de tiempo.
El 31 de marzo se confirmaron 586 casos del virus en el país lo que representa un aumento de 104 casos en 24 horas, los estados más afectados son Mérida con 195 casos, Caracas con 142 casos y Miranda con 125 casos. Actualmente el virus circula en 23 de los 24 estados del país, estos son: Mérida, Caracas, Miranda, Trujillo, Táchira, Carabobo, Lara, Guárico, Aragua, Vargas, Yaracuy, Cojedes, Zulia, Amazonas, Nueva Esparta, Barinas, Anzoategui, Sucre, Portuguesa, Apure, Falcon, Monagas y Bolívar, el único que no ha registrado casos es el Estado Delta Amacuro.
El 2 de abril se confirmaron 712 casos del virus, el Estado Mérida tiene 196 casos y 2 muertes, Caracas 174 casos. Se registró 1 muerte en el Estado Aragua, 1 en el Estado Carabobo y 1 en el Estado Táchira.
El día 6 de abril se confirmaron 923 casos distribuidos de la siguiente manera: Estado Mérida 253 casos, Caracas 205 casos, Estado Miranda 203 casos, Estado Trujillo 39 casos, Estado Carabobo 27 casos, Estado Táchira 24, Estados Lara y Aragua 22 casos cada uno, Estado Vargas 19 casos, Estado Zulia 18 casos, Estado Nueva Esparta 14 casos, Estado Anzoategui 12 casos, Estado Yaracuy 11 casos, Estados Guárico y Cojedes 8 casos cada uno, Estado Portuguesa 7 casos, Estados Monagas y Sucre 6 casos cada uno, Estados Bolívar y Barinas 5 casos cada uno, Estado Amazonas 4 casos, Estado Apure 3 casos y el Estado Falcon 2 casos. Actualmente el virus circula en 23 de los 24 Estados del país, el único sin confirmar casos es el Estado Delta Amacuro.
Los muertos llegaron a 8 y están distribuidos de esta manera: En Mérida y Aragua 2 cada uno, 1 en Carabobo, Táchira y Nueva Esparta cada uno.
El 10 de abril se confirmaron 1.260 casos distribuidos así: Estado Miranda 293 casos, Estado Mérida 288 casos, Caracas 276 casos, Estado Carabobo 46 casos, Estado Aragua 45, Estado Trujillo 44 casos, Estado Vargas 37 casos, Estados Lara 29, Estados Guárico, Táchira y Zulia 27 casos cada uno, Estado Anzoategui 19 casos, Estado Yaracuy 18 casos, Estados Monagas y Nueva Esparta 16 casos cada uno, Estado Sucre 11 casos, Estado Cojedes 9 casos, Estado Bolívar 8 casos, Estado Portuguesa 7 casos, Estado Amazonas 4 casos, Estados Apure, Barinas y Falcon 4 casos cada uno.
El 11 de abril se confirmaron 1.306 casos y la muerte de una mujer embarazada y un niño menor de cinco meses a consecuencia de este virus.
Los casos están distribuidos así: Estado Miranda 296 casos, Estado Mérida 288 casos, Caracas 284 casos, Estado Carabobo 52 casos, Estado Aragua 47 casos, Estado Trujillo 44 casos, Estado Vargas 37 casos, Estados Lara y Zulia 31 casos cada uno, Estado Táchira 29 casos, Estado Guárico 28 casos, Estado Anzoategui 23 casos, Estados Monagas y Yaracuy 19 casos cada uno, Estado Nueva Esparta 16 casos, Estado Sucre 14 casos, Estado Bolívar 10 casos, Estado Cojedes 9 casos, Estados Apure y Portuguesa 7 casos cada uno, Estados Amazonas y Barinas 5 casos cada uno, Estado Falcon 4 casos y se confirmó el primer caso en el Estado Delta Amacuro confirmándose así la circulación del virus en los 24 estados del país.
El 14 de abril se confirmaron 1.448 casos distribuidos así: Estado Miranda 314 casos, Caracas 300 casos, Estado Mérida 288 casos, Estado Carabobo 60 casos, Estado Trujillo 54 casos, Estado Aragua 53 casos, Estado Vargas 52 casos, Estado Lara 50 casos, Estado Zulia 46 casos, Estado Guárico 32 casos, Estado Táchira 29 casos, Estados Anzoategui y Yaracuy 27 casos cada uno, Estado Monagas 20 casos, Estado Nueva Esparta 18 casos, Estado Sucre 16 casos, Estado Bolívar 15 casos, Estado Apure 11 casos, Estado Cojedes 10 casos, Estado Portuguesa 8 casos, Estado Falcon 6 casos, Estados Amazonas y Barinas 5 casos cada uno, y el Estado Delta Amacuro 2 casos. No se confirmaron nuevos fallecidos.
El 17 de abril se confirmaron 1.594 casos distribuidos así: Estado Miranda 353 casos, Caracas 321 casos, Estado Mérida 290 casos, Estado Carabobo 71 casos, Estado Trujillo 62 casos, Estados Vargas y Zulia 57 casos cada uno, Estado Lara 55 casos, Estado Aragua 54 casos, Estado Guárico 37 casos, Estado Táchira 35 casos, Estado Yaracuy 33 casos, Estado Anzoategui 31 casos, Estado Monagas 23 casos, Estados Nueva Esparta y Sucre 19 casos cada uno, Estado Bolívar 17 casos, Estado Apure 16 casos, Estado Cojedes 14 casos, Estado Portuguesa 10 casos, Estados Barinas y Falcon 7 casos cada uno, Estados Amazonas 5 casos, y el Estado Delta Amacuro 2 casos. No hay nuevos fallecidos.
El día 18 de abril se confirmaron 1.631 casos distribuidos así: Estado Miranda 357 casos, Caracas 324 casos, Estado Mérida 297 casos, Estado Carabobo 76 casos, Estado Trujillo 64 casos, Estado Zulia 61 casos, Estado Vargas 59 casos, Estado Lara 57 casos, Estado Aragua 54 casos, Estado Guárico 37 casos, Estado Táchira 36 casos, Estado Yaracuy 35 casos, Estado Anzoategui 31 casos, Estado Monagas 25 casos, Estado Nueva Esparta 20 casos, Estado Sucre 19 casos, Estado Bolívar 17 casos, Estado Apure 16 casos, Estado Cojedes 14 casos, Estado Portuguesa 10 casos, Estado Barinas 8 casos, Estado Falcon 7 casos, Estados Amazonas 5 casos, y el Estado Delta Amacuro 2 casos. no hay fallecidos.
El día 19 de abril se confirmaron 1.653 casos distribuidos así: Estado Miranda 363 casos, Caracas 333 casos, Estado Mérida 297 casos, Estado Carabobo 76 casos, Estado Trujillo 64 casos, Estado Zulia 61 casos, Estado Vargas 60 casos, Estado Lara 57 casos, Estado Aragua 54 casos, Estado Guárico 37 casos, Estados Anzoategui y Táchira 36 casos cada uno, Estado Yaracuy 35 casos, Estado Monagas 25 casos, Estado Nueva Esparta 20 casos, Estado Sucre 19 casos, Estado Bolívar 17 casos, Estado Apure 16 casos, Estado Cojedes 14 casos, Estado Portuguesa 10 casos, Estado Barinas 8 casos, Estado Falcon 7 casos, Estados Amazonas 5 casos, y el Estado Delta Amacuro 3 casos. no hay fallecidos.
Sumando los 2.857 personas contagiadas de mayo de 2009 hasta abril de 2010 y los 1.653 casos registrados en el 2011 da un total de 4.510 personas infectadas.

### 2013
El día 22 de mayo se confirmaron 125 casos del virus más 5 muertes en el Estado Mérida, 9 casos en el Estado Zulia y 2 casos en el Estado Táchira, para un total de 136 casos, las autoridades ya han iniciado un cerco epidemiologico en dichos estados para prevenir la expansión del virus a otras zonas del país.
El día 24 de mayo se confirmaron 6 casos en el Estado Nueva Esparta, 16 casos más un fallecido en el Estado Lara, y en el Estado Zulia los casos confirmados aumentaron a 18, ascendiendo el total de casos a 167, y las muertes aumentan a 6.
El día 25 de mayo se confirmó el aumento a 22 casos confirmados en el Estado Zulia más 5 muertes, 11 casos más 2 muertes en el Estado Aragua, subiendo a 182 los casos confirmados y las muertes a 13.
El día 26 de mayo se confirmó el aumento de 22 a 24 los casos del virus en el Estado Zulia, se confirmó también 6 casos en el Estado Barinas, también se reportaron 1 muerto en el Estado Bolívar, y 1 muerto en el Estado Anzoategui, con estos casos aumentan a 190 los casos confirmados y a 15 los fallecidos.
El 27 de mayo se confirmaron 5 casos más del virus en el Estado Nueva Esparta elevando a 11 los casos en ese estado, también se confirmaron 14 nuevos casos en el Estado Táchira lo cual aumentan a 16 los casos en ese estado, en el Estado Lara se confirmaron 7 nuevos casos y otra muerte aumentando a 23 los casos y 2 muertes en dicho estado,  en el estado Falcon se reportó el primer caso del virus
elevando los casos a nivel nacional a 217 y las muertes a 16.
El orden de Estados infectados hasta este días es así:
- Estado Mérida: 125 casos más 5 muertes.
- Estado Zulia: 24 casos más 5 muertes.
- Estados Lara. 23 casos más 2 muertes.
- Estado Táchira: 16 casos.
- Estado Aragua: 11 casos más 2 muertes.
- Estado Nueva Esparta: 11 casos.
- Estado Barinas: 6 casos.
- Estado Falcón: 1 caso.

Aparte se cuentan las muertes ocurridas en Estado Bolívar (1) y en Estado Anzoategui (1).
Para el día 28 de mayo se confirmaron 3 casos en el Estado Portuguesa y tres casos en el estado Apure, también se confirmaron 2 nuevos casos en el Estado Barinas, aparte de 1 caso en Bolívar y 1 en Anzoategui los cuales fallecieron, aumentando la cifra de casos a 227 en el país, y las muertes se mantienen en 16.
El orden de Estados afectados es el siguiente:
- Estado Mérida: 125 casos más 5 muertes.
- Estado Zulia: 24 casos más 5 muertes.
- Estados Lara. 23 casos más 2 muertes.
- Estado Táchira: 16 casos.
- Estado Aragua: 11 casos más 2 muertes.
- Estado Nueva Esparta: 11 casos.
- Estado Barinas: 8 casos.
- Estado Portuguesa: 3 casos.
- Estado Apure: 3 casos.
- Estado Falcón: 1 caso.
- Estado Bolívar: 1 caso y 1 fallecido.
- Estado Anzoategui: 1 caso y 1 fallecido.

El día 29 de mayo se confirmó 7 nuevos casos en el Estado Nueva Esparta llegando a 18 casos en ese estado, aparte se confirmó 6 casos en el Estado Carabobo, 2 en el Estado Sucre y 1 caso en el Estado Guárico, elevando los casos nacionales a 243 y las muertes se mantienen en 16.
El orden de Estados afectados es el siguiente:
- Estado Mérida: 125 casos más 5 muertes.
- Estado Zulia: 24 casos más 5 muertes.
- Estados Lara. 23 casos más 2 muertes.
- Estado Nueva Esparta: 18 casos.
- Estado Táchira: 16 casos.
- Estado Aragua: 11 casos más 2 muertes.
- Estado Barinas: 8 casos.
- Estado Carabobo: 6 casos.
- Estado Portuguesa: 3 casos.
- Estado Apure: 3 casos.
- Estado Sucre: 2 casos.
- Estado Falcón: 1 caso.
- Estado Guárico. 1 caso.
- Estado Bolívar: 1 caso y 1 fallecido.
- Estado Anzoategui: 1 caso y 1 fallecido.

El día 30 de mayo se confirmó que los casos del viruas en el Estado Táchira aumentaron a 51 incluyendo 1 muerte, los casos en el Estado Lara aumentaron a 31 más 2 nuevos muertos, en el Estado Barinas los casos llegan a 17, en el Estado Bolívar se confirmó un nuevo caso, en el Estado Cojedes se confirmaron 2 casos, elevando los casos nacionales a 298 y las muertes a 19.
El orden de Estados afectados es el siguiente:
- Estado Mérida: 125 casos más 5 muertes.
- Estado Táchira: 51 casos más 1 muerte.
- Estados Lara: 31 casos más 4 muertes.
- Estado Zulia: 24 casos más 5 muertes.
- Estado Nueva Esparta: 18 casos.
- Estado Barinas: 17 casos.
- Estado Aragua: 11 casos más 2 muertes.
- Estado Carabobo: 6 casos.
- Estado Portuguesa: 3 casos.
- Estado Apure: 3 casos.
- Estado Sucre: 2 casos.
- Estado Cojedes: 2 casos.
- Estado Bolívar: 2 casos y 1 fallecido.
- Estado Falcón: 1 caso.
- Estado Guárico: 1 caso.
- Estado Anzoategui: 1 caso y 1 fallecido.

El día 3 de junio se confirmaron que los casos aumentaron a 334 con la confirmación de 8 casos en el Estado Monagas, 2 casos en el Estado Yaracuy, 9 casos en el Estado Táchira, 14 casos en el Estado Lara y 3 casos en el Estado Bolívar. Las muertes por este virus aumentaron a 24 confirmándose 3 muertes en el Estado Lara, 2 muertes en el Estado Táchira.
El orden de Estados afectados es el siguiente:
- Estado Mérida: 125 casos más 5 muertes.
- Estado Táchira: 60 casos más 3 muertes.
- Estados Lara: 45 casos más 7 muertes.
- Estado Zulia: 24 casos más 5 muertes.
- Estado Nueva Esparta: 18 casos.
- Estado Barinas: 17 casos.
- Estado Aragua: 11 casos más 2 muertes.
- Estado Monagas: 8 casos.
- Estado Carabobo: 6 casos.
- Estado Bolívar: 5 casos y 1 fallecido.
- Estado Portuguesa: 3 casos.
- Estado Apure: 3 casos.
- Estado Sucre: 2 casos.
- Estado Cojedes: 2 casos.
- Estado Yaracuy: 2 casos.
- Estado Falcón: 1 caso.
- Estado Guárico: 1 caso.
- Estado Anzoategui: 1 caso y 1 fallecido.

## Reacción
Debido al incremento de casos en los países vecinos, el presidente del Instituto Nacional de Higiene, Jesús Querales, aseguró el 4 de junio de 2009, que las autoridades de Venezuela redoblarían los esfuerzos en la vigilancia epidemiológica para evitar propagación del virus de la gripe A (H1N1); aunque no pudieron detener la gripe ya que esta invadió el país. Según el funcionario, dijo que en el país existen los recursos necesarios para enfrentar el virus, "disponemos de suficientes medicamentos para tratar los casos que pudieran aparecer".

### Otros
- Noticias de la Gripe A (H1N1) en Venezuela en Google Noticias.
- Casos de Gripe A (H1N1) en Venezuela (enlace roto disponible en Internet Archive; véase el historial, la primera versión y la última). Ministerio del Poder Popular para la Salud y Protección Social.
- Gripe A (H1N1), en la Organización Mundial de la Salud.
- Fases pandémicas de la OMS.
- Influenza Research Database Database of influenza sequences and related information.
- Centers for Disease Control and Prevention (CDC): Swine Influenza (Flu) (inglés)
- Medical Encyclopedia Medline Plus: Swine Flu (inglés)
- Medical Encyclopedia WebMD: Swine Flu Center (inglés)
- Organización Mundial de la Salud (OMS): Gripe porcina (español)
- Centros para el Control y la Prevención de Enfermedades: Influenza A (H1N1) (gripe A H1N1) (español)
- Enciclopedia Médica Medline Plus: Gripe porcina (español)

- Datos: Q4615358
- Multimedia: 2009 swine flu outbreak in Venezuela / Q4615358